# اصل عدم قطعیت

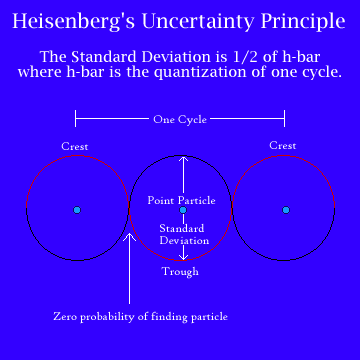
بیان تصویری اصل عدم قطعیت هایزنبرگ

اصل عدم قطعیت (به انگلیسی: Uncertainty principle) در مکانیک کوانتومی را ورنر هایزنبرگ، فیزیکدان آلمانی، در سال ۱۹۲۶ فرمول‌بندی کرد.
در فیزیک کوانتومی، اصل عدم قطعیت هایزنبرگ، اظهار می‌دارد که جفت‌های مشخصی از خواص فیزیکی، مانند مکان و تکانه، نمی‌تواند با دقتی دلخواه معلوم گردد. به عبارت دیگر، افزایش دقت در کمیت یکی از آن خواص مترادف با کاهش دقت در کمیت خاصیت دیگر است. این عبارت به دو روش گوناگون تفسیر شده‌است. بنا بر دیدگاه هایزنبرگ، غیرممکن است که هم‌زمان سرعت و مکان الکترون یا هر ذرهٔ دیگری با دقت یا قطعیت دلخواه معین شود. بنا بر دیدگاه گروه دوم، که افرادی چون بالنتین در آن قرار دارند، این عبارت راجع به محدودیت دانشمندان در اندازه‌گیری کمیت‌های خاصی از سیستم نیست، بلکه امری است راجع به طبیعت و ذات خود سیستم چنان‌که معادلات مکانیک کوانتومی شرح می‌دهد.
در مکانیک کوانتوم، یک ذره به وسیلهٔ بستهٔ موج شرح داده می‌شود. اگر اندازه‌گیری مکان ذره مد نظر باشد، طبق معادلات، ذره می‌تواند در هر مکانی که دامنهٔ موج صفر نیست، وجود داشته باشد و این به معنی عدم قطعیت مکان ذره است. برای به دست آوردن مکان دقیق ذره، این بستهٔ موج باید تا حد ممکن «فشرده» شود، که یعنی، ذره باید از تعداد زیادی موج سینوسی که به یکدیگر اضافه شده‌اند (بر روی هم جمع شده‌اند) ساخته شود. از طرف دیگر، تکانهٔ ذره متناسب با طول موج یکی از این امواج سینوسی است، اما می‌تواند هر کدام از آن‌ها باشد؛ بنابراین هر چقدر که مکان ذره –به واسطهٔ جمع شدن تعداد بیشتری موج- با دقت بیشتری اندازه‌گیری شود، تکانه با دقت کمتری معین می‌شود (و بر عکس).
تنها ذره‌ای که مکان دقیق دارد، ذرهٔ متمرکز در یک نقطه است، که چنین موجی طول موج نامعین دارد (و بنابراین تکانهٔ نامعین دارد). از طرف دیگر تنها موجی که طول موج معین دارد، نوسان منظم تناوبی بی‌پایان در فضا است که هیچ مکان معینی ندارد. در نتیجه در مکانیک کوانتومی، حالتی نمی‌تواند وجود داشته باشد که ذره را با مکان و تکانهٔ معین شرح دهد.
اصل عدم قطعیت را می‌توان بر حسب عمل اندازه‌گیری، که شامل فروپاشی تابع موج نیز می‌شود، بازگویی کرد. هنگامی که مکان اندازه‌گیری می‌شود، تابع موج به یک برآمدگی با پهنای بسیار کم فروپاشیده می‌شود، و تکانهٔ تابع موج کاملاً پخش می‌شود. تکانهٔ ذره به مقداری متناسب با دقتِ اندازه‌گیری مکان، در عدم قطعیت باقی می‌ماند. مقداری باقی‌ماندهٔ عدم قطعیت نمی‌تواند از حدی که اصل عدم قطعیت مشخص کرده‌است، کمتر شود، و مهم نیست که فرایند و تکنیک اندازه‌گیری چیست.
این بدین معنی است که اصل عدم قطعیت مربوط به اثر مشاهده‌گر است. اصل عدم قطعیت کمترین مقدار ممکن در آشفتگی تکانه در حین اندازه‌گیری مکان و بر عکس را معین می‌کند. بیان ریاضی اصل عدم قطعیت این است که هر حالت کوانتومی این خاصیت را دارد که ریشه میانگین مربعی (RMS) انحرافات از مقدار متوسط مکان (موقعیت) (انحراف استاندارد توزیع X) ضرب در RMS انحرافات تکانه از مقدار متوسطش (انحراف استاندارد P) هیچگاه نمی‌تواند از کسر ثابتی از ثابت پلانک کوچک‌تر باشد.
{\displaystyle \Delta X={\sqrt {\langle (X-\langle X\rangle )^{2}\rangle }}\,}
{\displaystyle \Delta P={\sqrt {\langle (P-\langle P\rangle )^{2}\rangle }}\,}
{\displaystyle \Delta X\Delta P\geq {\hbar  \over 2}.}
هر عمل اندازه‌گیری با دقت {\displaystyle \Delta X} حالت کوانتومی را تقلیل داده و منجر به افزایش انحراف استاندارد تکانه {\displaystyle \Delta P} به مقداری بزرگتر از {\displaystyle \hbar /2\Delta x} می‌شود.

## تاریخچه
ورنر هایزنبرگ اصل عدم قطعیت را هنگامی که بر روی مبانی ریاضی مکانیک کوانتومی در مؤسسهٔ نیلز بور در کپنهاگ مشغول بود، صورت‌بندی کرد. در سال ۱۹۲۵ میلادی، پس از انجام یک کار پیشروانه به همراه هندریک کرامرز، هایزنبرگ مکانیک ماتریسی را بنیان گذاشت، که سبب جایگزین شدن مکانیک مدرن کوانتومی به جای نظریهٔ کوانتومی قدیمی که فاقد عمومیت بود شد. فرض اصلی این بود که مفهوم حرکت کلاسیک به اندازهٔ کافی در سطح کوانتومی دقیق نیست، و الکترون‌های اتمی آن‌گونه که در فیزیک کلاسیک از مفهوم حرکت برداشت می‌شود، در مدارهای دقیقاً معین حرکت نمی‌کنند. در عوض، حرکت به شکل عجیبی پخش شده‌است: تبدیل فوریهٔ زمان تنها شامل فرکانس‌هایی است که در جهش‌های کوانتومی مشاهده می‌شود. مقاله هایزنبرگ هیچ کمیت مشاهده‌ناپذیری مانند مکان دقیق الکترون در مدار در هر زمان دلخواه را نمی‌پذیرد؛ او به نظریه‌پرداز تنها این اجازه را می‌دهد که دربارهٔ مؤلفه‌های تبدیل فوریهٔ حرکت حرف بزند. از آنجا که مؤلفه‌های فوریه در فرکانس‌های کلاسیک تعریف نشده‌است، نمی‌توان از آن‌ها برای ساخت و تشریح مسیر دقیق حرکت الکترون استفاده کرد؛ در نتیجه فرمالیسم نمی‌تواند به این پرسش‌ها پاسخ قطعی بدهد که الکترون دقیقاً در کجا است یا دقیقاً چه سرعتی دارد.
برجسته‌ترین خاصیت ماتریس‌های نامتناهی هایزنبرگ برای مکان و تکانه این است که در عمل ضرب جابجایی‌ناپذیر هستند. مقدار انحراف از جابجایی‌پذیری توسط رابطهٔ جابجایی هایزنبرگ مشخص می‌گردد:
{\displaystyle [X,P]=XP-PX=i\hbar \,}
این رابطه تعبیر شفاف و مشخصی در ابتدا نداشت. در مارس ۱۹۲۶ میلادی، هنگامی که هایزنبرگ در مؤسسه بوهر کار می‌کرد، متوجه شد که جابجایی‌ناپذیری اشاره به اصل عدم قطعیت دارد؛ و این یک تعبیر واضح از عدم جابجایی‌پذیری بود، که بعدها سنگ بنای تعبیری شد که با نام تعبیر کپنهاگی مکانیک کوانتومی نامیده شد. هایزنبرگ نشان داد که رابطهٔ جابجایی نشان از عدم قطعیت دارد، یا به زبان بوهر حاکی از مکملیت است. هر دو کمیتی که جابجایی‌ناپذیر هستند نمی‌توانند همزمان اندازه‌گیری شوند. هر چقدر که یکی دقیق‌تر اندازه‌گیری شود، دومی نامعین‌تر خواهد بود.
می‌توان مکملیت بین مکان و تکانه را به وسیلهٔ مفهوم دوگانگی موج-ذره‌ای درک کرد. اگر ذره که به وسیلهٔ یک موج صفحه‌ای توصیف می‌شود از میان یک شکاف باریک عبور کند، مانند امواج آب که از یک کانال باریک عبور می‌کنند، ذره پراکنده می‌شود و موج آن با زوایایی مختلفی از شکاف خارج می‌شود (پراشیده می‌شود). هر چقدر که پهنای شکاف کمتر باشد، مقدار پراش بیشتر شده و عدم قطعیت تکانه به تبع آن افزایش می‌یابد.
هایزنبرگ در مقالهٔ مشهور خود در سال ۱۹۲۷ اظهارات خود را با این عبارت بیان کرد: کمترین مقداری غیرقابل اجتنابِ آشفتگی تکانه که علت آن اندازه‌گیری مکان می‌باشد؛ اما در آنجا او تعریف دقیق از عدم قطعیت‌های Δx و Δp نداد و در عوض تخمین‌های قابل قبولی در هر مورد ارائه کرد. او در سخنرانی خود در شیکاگو اصل خود را اندکی جرح و تعدیل کرد:
| (۱)                                                                       | {\displaystyle \Delta x\Delta p\gtrsim h.}                       |
| ولی کنارد بود که در سال ۱۹۲۷ اولین بار صورت مدرن رابطه را چنین ارائه کرد: |                                                                  |
| (۲)                                                                       | {\displaystyle \sigma _{x}\sigma _{p}\geq {\frac {\hbar }{2}}\,} |

که در این رابطه {\displaystyle \scriptstyle \hbar =h/2\pi }، σx و σp انحراف استاندارد (معیار) مکان و تکانه هستند. توجه شود که σx و Δx یکسان نیستند. در تعریف کنراد، σx و σp به وسیلهٔ تکرار اندازه‌گیری مکان ذره و تکانه ذره در سیستم به شکل یک کل و محاسبهٔ انحراف میانگین آن اندازه‌گیری‌ها حاصل می‌شود؛ و از این رو رابطهٔ کنراد چیزی دربارهٔ اندازه‌گیری همزمان به ما نمی‌گوید.
همچنین در این رابطه {\displaystyle \hbar \;} ثابت کاهیدهٔ پلانک (یا اچ بار) (یعنی ثابت پلانک تقسیم بر {\displaystyle 2\pi \;}) و تقریباً برابر با {\displaystyle =10^{-34}Js\!} است. این رابطه نشان می‌دهد که حاصلضرب خطای اندازه‌گیری در اندازه‌گیری همزمان هر یک از این دو کمیت همیشه بزرگ‌تر از یک مقدار مثبت مشخص است و هیچ‌گاه نمی‌تواند صفر باشد. اصل عدم قطعیت یک محدودیت بنیادی را در میزان اطلاعاتی که می‌توانیم از یک سامانهٔ فیزیکی بگیریم، بیان می‌کند.

## اصل عدم قطعیت و اثر مشاهده‌گر
اصل عدم قطعیت اغلب اوقات به این صورت بیان می‌شود:
اندازه‌گیری مکان ضرورتاً تکانه ذره را آشفته می‌کند، و بر عکس.
این عبارت، اصل عدم قطعیت را به نوعی اثر مشاهده‌گر تبدیل می‌کند.
این تبیین نادرست نیست، و توسط هایزنبرگ و نیلز بور استفاده شده‌است. باید توجه داشت که هر دوی آن‌ها، کم و بیش در چهارچوب فلسفی پوزیتیویسم منطقی می‌اندیشیدند. در این روشِ نگرش، ذات حقیقی یک سیستم فیزیکی، بدان گونه که وجود دارد، تنها با تن دادن به بهترین اندازه‌گیری ممکن تعریف می‌شود، اندازه‌گیری‌ای که علی‌الاصول قابل اجرا باشد. به عبارت دیگر، اگر یک خاصیت سیستم (علی‌الاصول) قابل اندازه‌گیری با دقتی بیشتر از یک حد معین نباشد، آنگاه این محدودیت یک محدودیتِ سیستم است و نه محدودیتِ دستگاه‌های اندازه‌گیری. پس هر گاه که آن‌ها از آشفتگی غیرقابل اجتناب در هر اندازه‌گیری قابل تصور حرف می‌زدند، منظورشان آشکارا، عدم قطعیت ذاتی سیستم بود و نه عدم قطعیت ابزارها و وسایل اندازه‌گیری.
امروزه پوزیتیویسم منطقی در بسیاری از موارد از رونق افتاده‌است، و از همین رو تبیین اصل عدم قطعیت بر حسب اثر مشاهده‌گر می‌تواند گمراه‌کننده باشد. برای یک شخص که به پوزیتیویسم منطقی اعتقاد ندارد، آشفتگی خاصیت ذاتی یک ذره نیست، بلکه مشخصهٔ فرایند اندازه‌گیری است، نزد چنین فردی ذره به صورت نهانی دارای تکانه و مکان دقیقی است اما ما به دلیل نداشتن ابزارهای مناسب نمی‌توانیم آن کمیت‌ها را به دست بیاوریم. چنین تعبیری قابل قبول در مکانیک کوانتوم استاندارد نیست. در مکانیک کوانتوم، حالت‌هایی که در آن سیستم دارای تکانه و مکان معین باشد، اصلاً وجود ندارد.
تبیین اثر مشاهده‌گر می‌تواند به طریق دیگری هم موجب گمراهی شود، چرا که برخی اوقات خطا در اندازه‌گیری ذره سبب ایجاد آشفتگی می‌شود؛ مثلاً اگر یک فیلم عکاسی بی عیب و نقص که یک سوراخ ریز در وسط آن قرار دارد را برای آشکارسازی فوتون استفاده کنیم، و فوتون تصادفاً از درون آن سوراخ عبور کند، با اینکه هیچ مشاهدهٔ مستقیمی از مکان ذره انجام نشده‌است، اما تکانه آن نامعین خواهد شد؛ که این استدلال از دیدگاه کپنهاگی نادرست است، چرا که عبور ذره از میان سوراخ، سبب تعین مکان شده و طبق اصل عدم قطعیت در آن هنگام تکانه نامتعین است. همچنین ممکن است استدلال شود که، پس از عبور فوتون از سوراخ اگر تکانه را اندازه بگیریم، می‌توانیم به تکانه ذره هنگام عبور از سوراخ پی ببریم، و در این حالت هم تکانه و هم مکان ذره را با دقت نامحدود اندازه گرفته‌ایم. پاسخ صریح هایزنبرگ به چنین استدلالی این است که در اگر تکانه دقیقاً در لحظه عبور از سوراخ اندازه‌گیری نشود، اصلاً تعین نداشته‌است، و اندازه‌گیری در آینده چیزی از واقعیتی که گذشته‌است را معین نمی‌کند.
تبیین مذکور به طریق دیگری هم می‌تواند موجب گمراهی شود. به دلیل سرشت ناموضعِ حالت‌های کوانتومی، دو ذره که در هم تنیده شده‌اند را می‌توان از هم جدا کرد و اندازه‌گیری را فقط بر روی یکی از آن دو انجام داد. این اندازه‌گیری هیچ آشفتگی‌ای به معنای کلاسیکی‌اش در ذرهٔ دیگر ایجاد نمی‌کند، اما می‌تواند اطلاعاتی دربارهٔ آن آشکار سازد؛ و بدین طریق می‌تواند مقدار مکان و تکانه را با دقت نامحدود اندازه‌گیری کند.
برخلاف سایر مثال‌ها، اندازه‌گیری به این طریق هرگز سبب تغییر توزیع مقدار مکان یا تکانه کل نمی‌شود. توزیع تنها هنگامی تغییر می‌کند که نتایج اندازه‌گیری از راه دور معلوم شود. اندازه‌گیری از راه دور مخفیانه (به‌طوری که ذرهٔ دیگر آگاه نشود)، هیچ اثری بر توزیع تکانه یا مکان ندارد. اما اندازه‌گیری از راه دورِ تکانه می‌تواند اطلاعاتی را آشکار کند که سبب فروپاشی تابع موج کل می‌شود. این امر سبب محدود شدن توزیع مکان و تکانه می‌شود، وقتی که اطلاعات کلاسیک (نزد ذرهٔ دیگر) آشکار شده و (به آن) انتقال می‌یابد.
برای مثال اگر دو فوتون در دو راستای مخالف هم بر اثر فروپاشی یک پوزیترون تابیده شوند، تکانه‌های دو فوتون خلاف جهت هم خواهد بود. با اندازه‌گیری تکانهٔ یک ذره، تکانهٔ دیگری معین می‌شود، و سبب می‌شود که توزیع تکانهٔ آن دقیق‌تر شود، و مکان آن را در عدم تعین رها خواهد کرد. اما برخلاف اندازه‌گیری موضعی (از نزدیک) این فرایند هرگز نمی‌تواند عدم قطعیت بیشتری در مکان ذرهٔ دوم، بیش از آن که قبلاً وجود داشته ایجاد نماید. تنها این امکان وجود دارد که عدم قطعیت را به طرق مختلف محدود کرد، که بستگی به خاصیتی دارد که شما برای اندازه‌گیری ذرهٔ دور انتخاب می‌کنید. با محدود کردن عدم قطعیت در p به مقادیر بسیار کوچک، عدم قطعیتِ باقی‌مانده در x همچنان بزرگ خواهد بود. (به واقع، این مثال پایهٔ بحث آلبرت انیشتین در مقالهٔ EPR در سال ۱۹۳۵ بود).
هایزنبرگ صرفاً بر ریاضیاتِ مکانیک کوانتوم تمرکز نکرد، و اساساً این دغدغه را داشت که پایه‌گذار این باور باشد که عدم قطعیت یک مشخصهٔ واقعی جهان است. برای این کار، او استدلالات فیزیکی خود را بر اساس وجود کوانتا، و نه کل فرمالیسم مکانیک کوانتومی طرح‌ریزی کرد. او صرفاً به فرمالیسم ریاضی بسنده نکرد و از آن برای توجیه چیزی استفاده نکرد، چرا که این خود فرمالیسم بود که نیاز به توجیه داشت.

## میکروسکوپ هایزنبرگ

میکروسکوپ اشعه گامای هایزنبرگ برای تعیین موقعیت الکترون (با رنگ آبی نشان داده شده‌است. اشعه گامای ورودی (به رنگ سبز نشان داده شده‌است) پس از برخورد با الکترون به سمت روزنهٔ دید میکروسکوپ با زاویهٔ θ منحرف می‌شود. اشعهٔ گامای منحرف شده به رنگ قرمز نشان داده شده‌است. بر اساس اپتیک کلاسیک عدم قطعیت در تعین مکان الکترون به زاویهٔ θ و طول موج اشعه گاما λ بستگی دارد.

یکی از روش‌هایی که هایزنبرگ برای اصل عدم قطعیت استدلال کرد طرح یک میکروسکوپ ذهنی بود که به عنوان یک وسیلهٔ اندازه‌گیری از آن استفاده می‌شد. او یک آزمایش را تصور کرد که در آن سعی داشت مکان و تکانه یک الکترون را به وسیلهٔ شلیک یک فوتون به آن اندازه‌گیری نماید.
اگر فوتون طول موج کوتاهی داشته باشد، و به همین دلیل تکانهٔ آن بالا باشد، مکان الکترون را می‌توان دقیقاً اندازه‌گیری کرد. اما فوتون پس از برخورد در راستایی تصادفی منحرف خواهد شد و مقدار نامعین و بزرگی تکانه به الکترون منتقل خواهد کرد. اگر فوتون طول موج بزرگی داشته باشد و تکانه آن کم باشد، برخورد نمی‌تواند تکانه الکترون را چندان آشفته نماید، اما با انحراف چنین فوتونی مکان الکترون نیز به دقت معین نخواهد شد.
این رابطهٔ الاکلنگی نشان می‌دهد که مهم نیست طول موج فوتون چقدر باشد، هر چه که باشد حاصل ضرب عدم قطعیت در اندازه‌گیری مکان و تکانه بزرگتر یا برابر با یک حد معین خواهد بود، که برابر کسری از ثابت پلانگ است.

## واکنش‌های انتقادی
تعبیر کپنهاگی مکانیک کوانتوم و اصل عدم قطعیت هایزنبرگ در واقع هدف‌های دوقلویی بودند که آماج حملات معتقدان به واقع‌گرایی (رئالیسم) و جبرگرایی قرار گرفتند. در تعبیر کپنهاگی مکانیک کوانتومی هیچ واقعیت بنیادینی که حالت کوانتومی تشریح کند وجود ندارد، بلکه تنها دستورالعملی است که نتایج تجربی را محاسبه می‌کند. راهی وجود ندارد تا گفته شود حالت بنیادین سیستم چگونه است، تنها می‌توان گفت که نتایج مشاهدات چطور خواهد بود.
آلبرت اینشتین اعتقاد داشت که تصادفی بودن حاصل جهل ما از برخی ویژگی‌های بنیادی واقعیت است، در حالی که نیلز بوهر باور داشت که توزیع‌های احتمالی بنیادین و غیرقابل تقلیل بوده و به آن اندازه‌گیری که انتخاب می‌کنیم تا انجام دهیم وابسته‌است. اینشتین و بوهر سال‌ها بر سر اصل عدم قطعیت مباحثه و مجادله می‌کردند. در این راستا اینشتین سه آزمایش ذهنی مطرح نمود تا اصل عدم قطعیت را به چالش بکشاند. اولین و دومین آزمایش به ترتیب شکاف و جعبه اینشتین نام گرفتند که توسط نیلز بوهر به سرعت پاسخ داده شد. سومین آزمایش فکری که در مقاله معروف EPR به چاپ رسید، چالش بزرگتری برای نیلز بوهر بود. نیلز بوهر در پاسخ به آزمایش سوم سعی کرد با رد کردن مبانی فکری اینشتین دربارهٔ موضعیت و واقعیت فیزیکی، اصل عدم قطعیت را همچنان حفظ کند. پس از پاسخ نیلز بوهر که انتشار آن حدود شش ماه پس از پارادکس EPR به انجام رسید، عملاً صف‌بندی بین طرفداران تعبیر کپنهاگی و تعبیر واقع‌انگارانه مکانیک کوانتومی آشکار شد. پس از این موضوع، ایدهٔ متغیرهای نهان برای نجات جبرگرایی و واقع‌گرایی فیزیک توسط طرفداران واقع‌انگاری طرح شد. هر چند که مسئله EPR و متغیرهای نهاد به نظر طرفداران تعبیر کپنهاگی، که تعبیر غالب (ارتدکس) بود حل شده بود، اما قضاوت نهایی دربارهٔ مسئله، پس از طرح نامساوی بل توسط جان استوآرت بل در سال ۱۹۶۴ و انجام آزمایش‌های مربوط مقدور گردید.

## استخراج فرمالیسم
هنگامی که عملگرهای خطی A و B بر روی یک تابع مانند {\displaystyle \psi (x)} عمل می‌کنند، عملیات همیشه جابجایی‌پذیر نیست. یک مثال واضح در این مورد وقتی است که عملگر B (تابع را) در x ضرب می‌کند، و عملگر A (از تابع) نسبت به x مشتق می‌گیرد:
{\displaystyle (AB-BA)\psi ={d \over dx}(x\psi )-x{d \over dx}\psi =\psi }
که به زبان عملگرها یعنی:
{\displaystyle {d \over dx}x-x{d \over dx}=1}
این مثال به جهت اینکه نزدیکی زیادی با رابطهٔ جابجایی در مکانیک کوانتومی دارد از اهمیت فراوانی برخوردار است. در آنجا، عملگر مکان تابع موج را در x ضرب کرده، در حالی که عملگر متناظر با تکانه مشتق گرفته و در {\displaystyle \scriptstyle -i\hbar } ضرب می‌کند، بنا بر این:
{\displaystyle [p,x]=px-xp=-i\hbar \left({d \over dx}x-x{d \over dx}\right)=-i\hbar }
این جابجاگر غیر صفر است که دلالت بر عدم قطعیت دارد.
برای هر عملگری مانند A و B:
{\displaystyle \|A|\psi \rangle \|^{2}\|B|\psi \rangle \|^{2}=\langle \psi |A^{\dagger }A|\psi \rangle \langle \psi |B^{\dagger }B|\psi \rangle \geq |(\langle \psi |A)(B|\psi \rangle )|^{2}}
که بیانی از نابرابری کوشی-شوارتز برای ضرب داخلی دو بردار {\displaystyle \scriptstyle A|\psi \rangle } و {\displaystyle \scriptstyle B|\psi \rangle } است. مقدار مورد انتظار از حاصل ضرب AB بزرگتر از اندازهٔ بخش موهومی اش می‌باشد:
{\displaystyle |\langle \psi |AB|\psi \rangle |^{2}\geq {\left\vert {1 \over 2i}\langle \psi |AB-BA|\psi \rangle \right\vert }^{2}}
و با قرار دادن هر دو نامساوی در عملگر هرمیتی به رابطهٔ روبرتسن-شرودینگر می‌رسیم:
{\displaystyle \langle A^{2}\rangle \langle B^{2}\rangle \geq {1 \over 4}|\langle [A,B]\rangle |^{2}}
که اصل عدم قطعیت یکی از موارد خاص آن است.

## تعبیر فیزیکی
نامساوی بالا تعبیر فیزیکی خود را خواهد داشت:
{\displaystyle \Delta _{\psi }A\,\Delta _{\psi }B\geq {\frac {1}{2}}\left|\left\langle \left[{A},{B}\right]\right\rangle _{\psi }\right|}
که در آن
{\displaystyle \left\langle X\right\rangle _{\psi }=\left\langle \psi |X|\psi \right\rangle }
برابر متوسط کمیت قابل مشاهدهٔ X در حالت سیستم ψ است و
{\displaystyle \Delta _{\psi }X={\sqrt {\langle {X}^{2}\rangle _{\psi }-\langle {X}\rangle _{\psi }^{2}}}}
انحراف استانداردِ کمیت مشاهده‌پذیر X در حالت سیستم ψ است.
با جانشین کردن {\displaystyle A-\langle A\rangle _{\psi }} به جای A و {\displaystyle B-\langle B\rangle _{\psi }} به جای B در نامعادلهٔ عمومی عملگر نُرم، از آن‌جا که بخش موهومی ضرب، جابجاگر، با این جانشینی بدون تغییر باقی می‌ماند:
{\displaystyle [A-\langle A\rangle ,B-\langle B\rangle ]=[A,B].}
سمت بزرگ نامعادله برابر حاصل ضرب نرم‌های {\displaystyle A-\langle A\rangle } و {\displaystyle B-\langle B\rangle } است، که در مکانیک کوانتومی انحراف استاندارد A و B می‌باشد. سمت کوچک نامعادله نیز نرمِ جابجاگر است، که برای مکان و تکانه دقیقاً برابر {\displaystyle \scriptstyle \hbar } می‌باشد.